# Масахиро Фукуда
Масахиро Фукуда (јап. 福田 正博; 27. децембар 1966) бивши је јапански фудбалер.

## Каријера
Током каријере је играо за Урава Ред Дајмондс.

## Репрезентација
За репрезентацију Јапана дебитовао је 1990. године. За тај тим је одиграо 45 утакмица и постигао 9 голова.

## Статистика
| Јапан  | Јапан   | Јапан  |
| Година | Наступи | Голови |
| ------ | ------- | ------ |
| 1990.  | 5       | 0      |
| 1991.  | 2       | 0      |
| 1992.  | 8       | 3      |
| 1993.  | 15      | 3      |
| 1994.  | 0       | 0      |
| 1995.  | 15      | 3      |
| Укупно | 45      | 9      |